# Roscellinus van Compiègne
Roscellinus van Compiègne (Compiègne ca. 1050 – ca. 1124) was een Frans filosoof en theoloog, die met name bekend is geworden als verdediger van het nominalisme.

## Biografie
Over zijn jeugd is weinig bekend. Hij heeft waarschijnlijk in Soissons en Reims gestudeerd. Hij kwam in aanraking met Lanfranc, Anselmus en (later) Abélard. In 1092 werd hij door het concilie van Soissons veroordeeld vanwege zijn uitlatingen op het gebied van de theologie (zie onder 'De drie-eenheid'), waarop hij Frankrijk verliet.
Hij kwam in Engeland terecht, maar moest ook dit land verlaten na Anselmus bekritiseerd te hebben, en kwam ten slotte terecht in Tours en Loches. Hij was een van de docenten van Abélard. Het is onduidelijk wanneer hij overleed, maar hij was in 1121 in elk geval nog in leven, toen hij zich verzette tegen Abélards opvattingen over de drie-eenheid.

## Roscellinus' nominalisme
Roscellinus staat bekend als nominalist. Dat houdt in dat er alleen individuele zaken bestaan; universalia hebben geen bestaansgrond. In Roscellinus' tijd was dit geen gangbaar standpunt; de algemene gedachte was dat de universalia wel degelijk bestonden, hoewel de discussie al impliciet door Porphyrius werd aangezwengeld, door datgene wat hij in het voorwoord bij zijn commentaar bij zijn Isagoge, een boek over Aristoteles’ categorieënleer, zegt. Hij staat daar stil bij de vraag of universalia onafhankelijk zijn van het denken en, als dat zo is, of het dan om werkelijke dingen gaat; zelf geeft hij geen bepaald antwoord.
Roscellinus' positie is tamelijk moeilijk te bepalen; van zijn eigen werk is slechts één brief, aan Abélard, overgebleven en het probleem met de beschrijvingen van zijn opvattingen door andere denkers is dat deze hem niet welgezind zijn. Een bekende uitspraak die aan hem wordt toegeschreven is dat universalia slechts 'flatus vocis' zouden zijn, ofwel luchtstoten van de stem (het Latijnse 'flatus' is zowel de enkelvouds- als de meervoudsvorm). Dit wordt geformuleerd door Anselmus:
"[...] Illi utique dialectici, qui non nisi flatum vocis putant universalis esse substantias, et qui colorem non aliud queunt intellegere quam corpus, nec sapientiam hominis aliud quam animam, prorsus a spiritualium quaestionum disputatione sunt exsufflandi."
(Vertaling: "De logici die menen dat er geen universalia zijn, behalve als een luchtstoot van de stem, en die kleur alleen kunnen opvatten als aan een lichaam toebehorend en de menselijke wijsheid alleen in de ziel vinden, moeten volstrekt worden weggeduwd uit de discussie over spirituele zaken.") (In dit geval staat er 'flatum vocis', omdat het hier gaat om het enkelvoud, in de vierde naamval.)
Het is overigens de vraag of Anselmus met deze kwalificatie op (onder anderen) Roscellinus doelt.

## De drie-eenheid
In het christendom speelt de drie-eenheid een belangrijke rol. Het gaat dan om de gedachte dat de Vader, de Zoon en de Heilige Geest drie personen zijn, die tegelijkertijd één God vormen. Dit dogma heeft in de vroege geschiedenis van het christendom aanleiding gegeven tot veel discussie; in de loop van een aantal concilies (het eerste Concilie van Nicaea, het eerste Concilie van Constantinopel en het Concilie van Chalcedon) werd de officiële leer vastgesteld, maar er waren stromingen die hiervan afweken.
In Roscellinus' tijd maakte men zich, als men deze leerstelling ter discussie stelde, verdacht van ketterij. Het probleem met Roscellinus' positie, voor zover die kan worden bepaald, was dat hij leek te zeggen dat de drie-eenheid niet houdbaar was. Immers, als de drie personen werkelijk één God waren, zou daaruit volgen dat de Vader en de Heilige Geest net als de Zoon (Christus) mens geworden zouden zijn. Dat zou echter moeten betekenen dat er drie goden zouden zijn; hij zwakte dit wel af door te stellen dat er wel sprake zou zijn van één wil en één macht en dat het alleen mogelijk zou zijn om van drie goden te spreken als het gebruik dit zou toelaten ('si usus admitteret').
Het was niet Roscellinus' bedoeling om ophef te veroorzaken, maar dit was wel het gevolg. Bij het concilie van Soissons werd deze interpretatie veroordeeld en herriep hij zijn doctrine, uit vrees om geëxcommuniceerd te worden.